# Prowincja Luapula
Prowincja Luapula − jedna z 10 prowincji w Zambii, znajdująca się w północnej części kraju. Stolicą prowincji jest Mansa. Nazwa prowincji pochodzi od rzeki Luapula.

## Dystrykty
Prowincja Luapula jest podzielona na 12 dystryktów:
- dystrykt Chembe
- dystrykt Chiengi
- dystrykt Chifunabuli
- dystrykt Chipili
- dystrykt Kawambwa
- dystrykt Lunga
- dystrykt Mansa
- dystrykt Milenge
- dystrykt Mwansabombwe
- dystrykt Mwense
- dystrykt Nchelenge
- dystrykt Samfya